# مککورد فیلد
مککورد فیلد (به انگلیسی: McChord Field) یک پایگاه هوایی و حوزه سرشماری در ایالات متحده آمریکا است که در واشینگتن واقع شده‌است.